# 한승지 (골프 선수)
한승지(1993년 12월 15일~)는 대한민국의 골프 선수이다.